# Zagore

Carte de l'actuelle province de l'oblast de Stara Zagora.

La Zagore (en bulgare : Загоре [zɐˈɡɔrɛ]), aussi appelée Zagorie (Загорие), Zagora (Загора) ou Zagoriya est un terme géographique assez vague, qui désigne une région de l'actuelle Bulgarie. Etymologiquement, ce mot vient du slave et signifie « au-delà des Balkans ». La région est mentionnée en grec comme Ζαγόρια, au moment où elle est cédée par l'Empire byzantin au khanat bulgare du Danube, sous le règne de Tervel qui, à la fin du VIIe siècle, étend la présence bulgare au sud du Danube, jusqu'à la chaîne du Grand Balkan. La région est surtout mentionnée dans le contexte du traité byzantino-bulgare (716), qui fixe la frontière entre les deux territoires. La Zagore semble alors désigner le nord-est de la Thrace.
Le terme subsiste par-delà les siècles et réapparaît dans le contexte du deuxième empire bulgare, sous Ivan Asen II. Après la bataille de Klokotnica en 1230, une charte avec Raguse permet aux marchands de cette cité de commercer en terres bulgares, comprenant l'ensemble de la Zagore.
De même, un texte vénitien du XIVe siècle fait référence à la Zagore comme synonyme de la Bulgarie. Pareillement, les textes de Raguse font régulièrement mention de l'importation de tissu d'excellente qualité, provenant de cette région, le cera zagora. Il est notamment vendu dans les marchés de Sofia.
De nos jours, le terme a subsisté dans certains toponymes, notamment celui de Stara Zagora (vieille Zagora), une importante ville du nord-est de la Thrace, également capitale de l'oblast de Stara Zagora. De même, la ville de Nova Zagora (nouvelle Zagora) reprend ce mot. Enfin, la plage de Zagora ou Zagore, sur l'île Livingston, dans l'archipel subantarctique des îles Shetland du Sud a ainsi été nommée par la Commission bulgare pour les toponymes antarctiques.